# Partit Democràtic dels Albanesos
El Partit Democràtic dels Albanesos (albanès Partia Demokratike Shqiptare, PDS macedònic Демократска партија на Албанците, Demokratska Partija na Albancite, DPA) és un partit polític de Macedònia del Nord que defensa els interessos dels albanesos de Macedònia. Es va fundar el 1997 per Mehdut Thaçi i Arben Xhaferi com a escissió del Partit per la Prosperitat Democràtica i es va ajuntar amb el Partit Popular Democràtic, escissió del PPD del 1994. És observador de la Unió Internacional Democràtica.
A les eleccions legislatives macedònies de 2002 va obtenir el 5,2% dels vots i 7 escons. A les eleccions de 2006 va augmentar al 7,5% dels vots i 11 escons, i aleshores va formar part de la coalició de govern amb el VMRO–DPMNE. A les eleccions de 2008 va obtenir el 8,48% dels vots i 11 escons, però com que el VMRO–DPMNE va obtenir majoria absoluta, no ha participat en el govern macedoni.

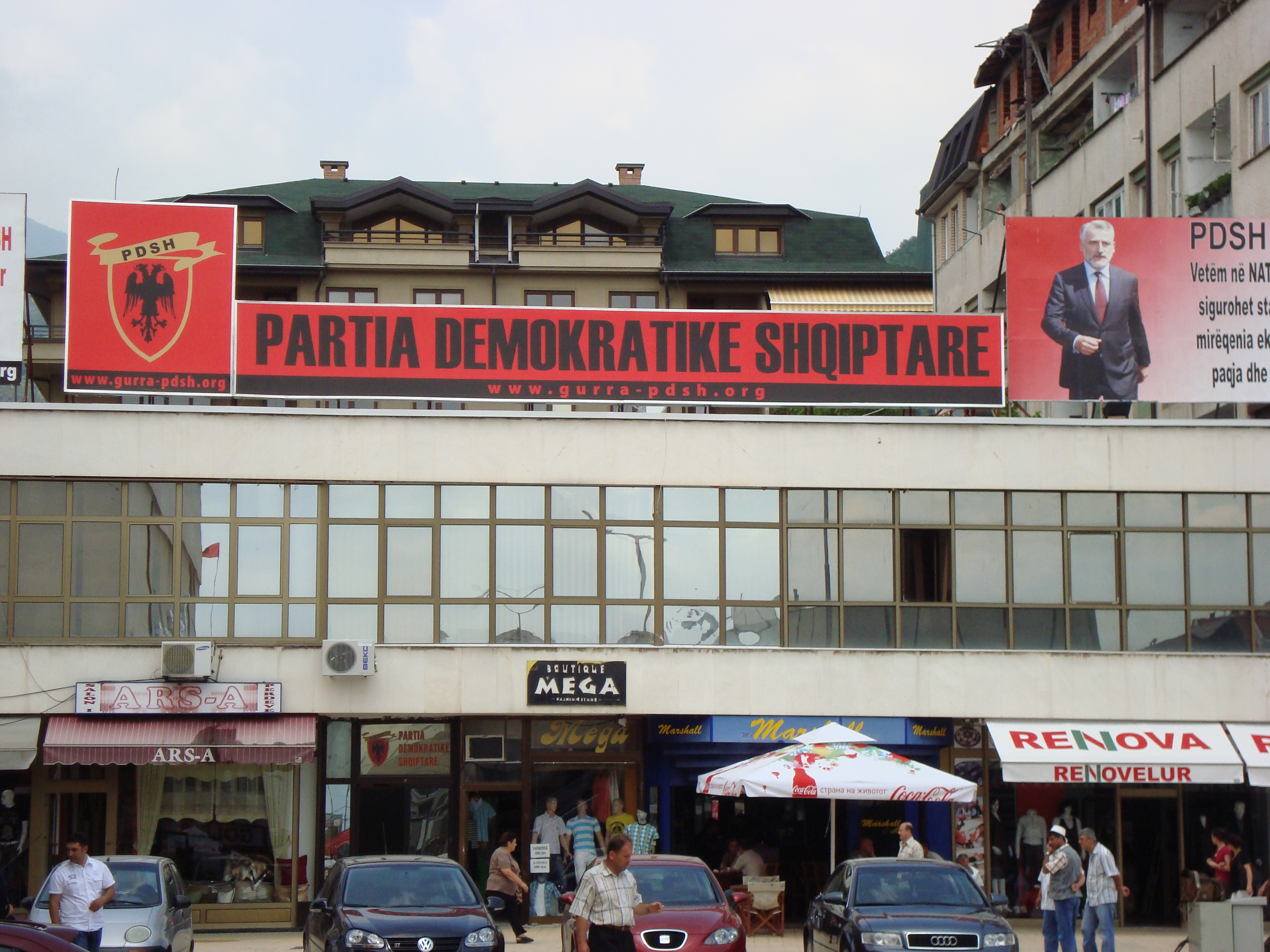
Seu del PDS a Tetovo

## Resultats electorals

### Parlament
| Any  | Vots   | %    | Escons   | +/– | Pos. | Govern   |
| ---- | ------ | ---- | -------- | --- | ---- | -------- |
| 2002 | 63,695 | 5.33 | 7 / 120  | =   | = 4t | Oposició |
| 2006 | 70,137 | 7.50 | 11 / 120 | 4   | = 4t | Coalició |
| 2008 | 81,557 | 8.26 | 11 / 120 | =   | = 4t | Oposició |
| 2011 | 66,315 | 5.90 | 8 / 120  | 3   | = 4t | Oposició |
| 2014 | 66,393 | 6.13 | 7 / 120  | 1   | = 4t | Oposició |
| 2016 | 30,964 | 2.68 | 2 / 120  | 5   | 6è   | Oposició |
| 2020 | 13,930 | 1.53 | 1 / 120  | 1   | = 6è | Coalició |